# Ťiang-če
Ťiang-če (čínsky: pchin-jin Jiāngzhè, znaky 江浙) byla čínská provincie existující v říší Jüan. Hlavním městem bylo Chang-čou.
Samostatnou provincii na dolním toku Jang-c’-ťiang ustavila jüanská vláda roku 1276. Po několika přesunech hlavního města a přejmenováních se od roku 1289 název ustálil na Ťiang-če, hlavním městem se stalo Chang-čou. Zahrnovala území dnešních provincií Ťiang-su a An-chueje jižně od Jang-c’-ťiang, Če-ťiang, Fu-ťien, a malou část severovýchodu Ťiang-si. Po vzniku říše Ming bylo její území rozděleno do provincií stejně jako v současnosti, pouze místo Ťiang-su a An-chueje existovala jižní metropolitní oblast Nan Č'-li. 